# Геращенко, Ирина Владимировна
Ирина Владимировна Геращенко (укр. Ірина Володимирівна Геращенко; род. 15 мая 1971, Черкассы) — украинский государственный и политический деятель, журналист. Председатель фракции «Европейская солидарность» в Верховной Раде Украины с 29 августа 2019 года. Народный депутат Украины VI, VII, VIII и IX созывов с 23 ноября 2007 года.
Первый заместитель председателя Верховной рады Украины с 14 апреля 2016 по 29 августа 2019.

## Образование
В 1988 году с отличием окончила Черкасскую среднюю школу № 26, в том же году поступила на факультет журналистики Киевского государственного университета имени Тараса Шевченко.
В 1993 году с отличием окончила факультет журналистики КГУ, по специальности журналист.
В 2011 году окончила Дипломатическую академию Украины при МИД Украины (магистр внешней политики), в 2012 году — КНУ имени Тараса Шевченко, юридический факультет (заочно).

## Трудовая деятельность
В 1993—1995 годах — работала редактором главной редакции программ для детей и юношества ТПО «Молодость» УТ Киев. В 1995—1997 годах — редактор направленных передач редакции программ для юношества ТПО «Юность».
В 1997—1998 годах — руководитель группы редакции программ для молодежи студии «Возрождение» (УТ).
В 1998—2000 годах — корреспондент отдела внутренней политики ИАС АТЗС «Украинская независимая ТВ-корпорация» (телеканал «Интер»).
В 2000—2001 годах — руководитель отдела внутренней политики, ведущий комментатор выпуска АОЗТ «Украинская независимая ТВ-корпорация» (телеканал «Интер»).
С 2001 года — обозреватель ООО «Профи-ТВ».
В 2002—2005 годах работала пресс-секретарём дирекции Международного фонда содействия инвестициям, а затем предприятия МФСИ.
С 2006 по 2007 год являлась президентом Украинского независимого информационного агентства «УНИАН».

## Политическая карьера
В 2003—2006 годах — пресс-секретарь лидера Блока «Наша Украина» и народного депутата, позже Президента Украины Виктора Ющенко.
В 2007—2012 годах — народный депутат Украины VI созыва, фракция «Наша Украина — Народная самооборона», председатель подкомитета по вопросам информационного обеспечения интеграционных процессов Комитета Верховной рады Украины по вопросам европейской интеграции.
С 2012 года — народный депутат Украины VII созыва, фракция «УДАР», первый заместитель председателя Комитета, председатель подкомитета по вопросам информационного обеспечения интеграционных процессов Комитета Верховной рады Украины по вопросам европейской интеграции.
17 июня 2014 года указом президента Украины Петра Порошенко была назначена уполномоченным президента Украины по мирному урегулированию конфликта на востоке страны. Основными задачами которого объявлены: «Мирное урегулирование конфликта в Донецкой и Луганской областях, достижение гражданского согласия, обеспечение безопасности граждан и недопущение посягательств на жизнь и здоровье мирного населения, пресечение посягательств на суверенитет и территориальную целостность Украины и внедрение мирного плана президента Украины по урегулированию ситуации на востоке Украины». 17 мая 2019 года она была уволена с должности уполномоченного.
По итогам парламентских выборов 26 октября 2014 года — народный депутат Украины VIII созыва от фракции «Блок Петра Порошенко».
14 апреля 2016 года Верховная рада Украины избрала Ирину Геращенко первым заместителем председателя парламента.
1 ноября 2018 года были введены российские санкции против 322 граждан Украины, включая Ирину Геращенко.
Принимала участие в досрочных парламентских выборах 2019 года от партии «Европейская солидарность» (3 место в партийном списке).
На местных выборах 2020 года курировала избирательную кампанию «Европейской солидарности» в Черкасской области.

## Награды и звания
- Орден княгини Ольги III степени (2017)[9].
- Заслуженный журналист Украины (июнь 2000)[10].
- Государственный служащий 3-го ранга (с мая 2005)[11].